# Маечак, Эрик
Эрик Маечак (нем. Erik Majetschak; родился 1 марта 2000 года, Германия) — немецкий футболист, полузащитник клуба «Эрцгебирге».

## Клубная карьера
Маечак — воспитанник клуба «РБ Лейпциг». 2 августа 2018 года в отборочном матче Лиги Европы против шведского «Хеккена» он дебютировал за основной состав, заменив во втором тайме Эмиля Форсберга.

## Карьера в сборной
В 2017 году Маечак в составе юношеской сборной Германии принял участие в юношеском чемпионате Европы в Хорватии. На турнире он сыграл в матчах против команд Боснии и Герцеговины, Сербии, Ирландии, Нидерландов и Испании. В поединке сербов Эрик отметился забитым мячом.
В том же году Маечак принял участие в юношеском чемпионате мира в Индии. На турнире он сыграл в матче против команды Ирана.